# Liste der Kulturdenkmäler in Gransdorf
In der Liste der Kulturdenkmäler in Gransdorf sind alle Kulturdenkmäler der rheinland-pfälzischen Ortsgemeinde Gransdorf aufgeführt. Grundlage ist die Denkmalliste des Landes Rheinland-Pfalz (Stand: 27. Juni 2022).

## Denkmalzonen
| Bezeichnung              | Lage                                       | Baujahr                 | Beschreibung | Bild |
| ------------------------ | ------------------------------------------ | ----------------------- | --- | ---- |
| Denkmalzone Hof Gelsdorf | westlich des Ortes (Hof Gelsdorf 2–6) Lage | 18. und 19. Jahrhundert | unregelmäßig dreigeflügelige Gesamtanlage; Nr. 4 stattliches Wohnhaus, bezeichnet 1778, Himmeroder Wappen; Scheunentore, Nr. 6 bezeichnet 1821, Umbau bezeichnet 1830; Nr. 2 Quereinhaus, bezeichnet 1845, Wirtschaftsteil bezeichnet 1854 | BW   |

## Einzeldenkmäler
| Bezeichnung                             | Lage                                      | Baujahr                         | Beschreibung | Bild                               |
| --------------------------------------- | ----------------------------------------- | ------------------------------- | --- | ---------------------------------- |
| Tür                                     | Brunnenstraße, an Nr. 1 Lage              | frühes 19. Jahrhundert          | Türflügel eines Oberlichtportals, wohl aus dem frühen 19. Jahrhundert | BW                                 |
| Quereinhaus                             | Gelsdorfer Weg 2 Lage                     | Mitte des 19. Jahrhunderts      | Quereinhaus, Mitte des 19. Jahrhunderts | BW                                 |
| Friedhofskapelle                        | Im Bachfeld Lage                          | 13. oder frühes 14. Jahrhundert | ehemalige katholische Pfarrkirche St. Apollonia; kleiner Saalbau, im Kern wohl hochmittelalterlich, Schiff teilweise spätgotisch überformt; Chor aus dem 13. oder frühes 14. Jahrhundert; Turmportal, bezeichnet 1821; mit Ausstattung; vor dem Turm Schaftkreuz, 1786; im Plattenbelag des Kirchwegs Grabplatten; Grabstein mit Kreuz, frühes 19. Jahrhundert; am Hang des Kirchbergs Nischenkreuz, (bezeichnet 1742), wohl aus dem 16. Jahrhundert | weitere Bilder Fotos hochladen     |
| Treppenturm                             | Kirchstraße, zu Nr. 9 Lage                | frühes 17. Jahrhunderts         | Treppenturm eines ehemaligen Flurküchenhauses des frühen 17. Jahrhunderts | BW                                 |
| Pfarrhaus                               | Kirchstraße 16 Lage                       | spätes 18. Jahrhundert          | stattlicher Krüppelwalmdachbau, im Kern wohl noch aus dem 18. Jahrhundert | BW                                 |
| Katholische Pfarrkirche Mariä Lichtmess | Kirchstraße 18 Lage                       | 1922–24                         | zweischiffige Hallenkirche, späthistoristischer, heimatstilbeeinflusster Bruchsteinbau, 1922–24, Architekten Heinrich Renard und Josef van Geisten, Köln; mit Ausstattung; in den Stützmauern Grabkreuze, 18. und frühes 19. Jahrhundert; Gedenkstein für die 1884 abgebrochene Dorfkapelle, bezeichnet 1890 | BW                                 |
| Hof Eulendorf                           | nördlich des Ortes Lage                   | 19. Jahrhundert                 | Vierflügelanlage, 19. Jahrhundert; Quereinhaus, bezeichnet 1818, Umbau der Stallscheune bezeichnet 1864, drei Wirtschaftsflügel | BW                                 |
| Wegekreuz                               | nordöstlich des Ortes an der L 46 Lage    | 1819                            | Schaftkreuz, 1819 | BW                                 |
| Biermühle                               | nordöstlich des Ortes im Kailbachtal Lage | 1580                            | Mühlengebäude, bezeichnet 1580; Quereinhaus, bezeichnet 1793, teilweise jünger; Quereinhaus, bezeichnet 1829; Ökonomie mit Kapellenanbau, bezeichnet 1782, Wandmalereien; 2010 mit einem Bundespreis für Handwerk in der Denkmalpflege ausgezeichnet | BW                                 |
| Wegekreuz                               | östlich des Ortes im Wald Lage            | 175[x]                          | Torso eines barocken Schaftskreuzes, bezeichnet 175[x] | BW                                 |
| Wegekreuz                               | südöstlich des Ortes nahe der L 46 Lage   | 1819                            | Balkenkreuz, bezeichnet 1819 | BW                                 |
| Wegekreuz                               | südwestlich des Ortes Lage                | 1834                            | Balkenkreuz, bezeichnet 1834 | BW                                 |
| Kalköfen                                | westlich des Ortes an der K 90 Lage       | frühes 20. Jahrhundert          | zwei Kalköfen, Satteldächer über Holzpfosten, frühes 20. Jahrhundert | · weitere Bilder · Fotos hochladen |
| Wegekreuz                               | westlich des Ortes an der K 90 Lage       | 1667                            | Wegekreuz; Schaftkreuz, 1667 (eisernes Abschlusskreuz neu) | BW                                 |